# Momentum (Live in Manila) (EP)
Momentum (Live in Manila) es un EP en vivo de Planetshakers. Planetshakers Ministries International y el sello Integrity lanzaron el álbum el 25 de marzo de 2016. El EP fue grabado en Manila, en el Coliseo Smart Araneta. Esta colección de canciones fue escrita y grabada durante muchos meses en Australia, Filipinas y Estados Unidos. La canción "I Know Who You Are" en el chart Billboard Christian Songs se posicionó en el #30.
El EP Momentum (Live in Manila) se posicionó en el número #4 en iTunes en Australia igualando al álbum Endless Praise (2014) que también logró posicionarse en el número #4 por iTunes.

## Recepción de la crítica
Joshua Andre, en una reseña de cuatro estrellas para 365 Days of Inspiring Media, escribió: "En general, un álbum agradable que definitivamente continúa revitalizando mi interés por Planetshakers un poco más; este álbum ciertamente ha creado un impulso y me ha dado nuevas canciones para cantar, a Jesús en tiempos de alegría y dificultad.

## Lista de canciones
| N.º             | Nombre                       | Duración |
| --------------- | ---------------------------- | -------- |
| 1               | Momentum (Live)              | 3:44     |
| 2               | Nothing Is Impossible (Live) | 4:19     |
| 3               | I Know Who You Are           | 3:48     |
| 4               | Face to Face                 | 5:40     |
| 5               | Come Right Now               | 3:24     |
| 6               | Video Momentum (Live)        | 3:47     |
| Total duración: | Total duración:              | 20:46    |

## Posición en listas
| Lista (2015)                        | Máxima posición |
| ----------------------------------- | --------------- |
| Australian Independent Albums (AIR) | 2               |
| ARIA Top 50 Albums Chart            | 20              |